# Рудинська Євгенія Яківна
Євгенія Яківна Рудинська (12 лютого 1885, Охтирка, нині Сумська область — 1 липня 1977, Київ) — українська музейна працівниця, історик, літературознавиця, мистецтвознавиця, перекладачка.

## Життєпис
Народилася в місті Охтирка Харківської губернії (нині Сумська обл.) у сім'ї земського лікаря. Брат — український археолог Михайло Рудинський, сестра Марія.
Після закінчення Бестужевських курсів в 1917 році повернулася в Україну, вчителювала в Полтаві разом з сестрою Марією в Гімназії імені Котляревського.
З 1920 по кінець 1924 року працювала завідувачкою етнографічного відділу в Центральному пролетарському музеї Полтавщини.
1921 року була заарештована разом зі своїм братом і сестрою Полтавською губернською надзвичайною комісією за звинуваченням у контрреволюційній діяльності. Пробувши під слідством три місяці, вони були звільнені за браком доказів.
У вересні 1924 р. Є.Я. Рудинська слідом за братом переїхала до Києва. У період з 1926—1930 працювала завідувачкою (вченим консерватором), 1930—1934 — директоркою Музею українських діячів науки та мистецтва ВУАН.
Разом з академіком Олексієм Новицьким провела велику роботу з розбудови Музею українських діячів науки та мистецтва: комплектування, систематизації, вивчення, популяризації й введення до наукового обігу музейних колекцій. Вони листувалися з багатьма діячами, які передали власні колекції музею, готували до видання рукописну спадщину. Налагодили зв'язки з родинами визначних діячів української культури, клопоталися про встановлення їм меморіальних дощок, збереження меморіальних споруд і могил у місцях, де вони проживали або були поховані; про надання матеріальної допомоги митцям. Музей побудував постійну експозицію, влаштовував виставки, присвячені М. Лисенку (1926 і 1928), Ганні Барвінок, М. Коцюбинському, І. Нечую-Левицькому, Д. Щербаківському (1928), «ВУАН на сучасному етапі» (1932).
На початку 1930-х рр. діяльність музею було піддано критиці й запропоновано перебудувати роботу з метою відображення досягнень соціалістичного суспільства. У січні 1934 за розпорядженням адміністративно-фінансового управління ВУАН його експозицію було згорнуто. Музейне зібрання розподілили між Всеукраїнським історичним музеєм ім. Т. Шевченка та установами Всеукраїнського музейного містечка, частина з них потрапила до відділу рукописів Всенародної бібліотеки України (тепер Інститут рукопису Національної бібліотеки України ім. В. Вернадського НАНУ).
Євгенія Рудинська притягувалась у справі СВУ (перебувала в ув'язненні чотири з половиною місяці). Втретє заарештована 27 березня 1934. 31 березня того року було вирішено заслати її до Котласа, перебувала на засланні.
Повернувшись до Києва, вона клопоталась збереженням родинного архіву.
Виконала переклади: Жуль Амеде Барбе д'Оревільї «Чортовиння» («Сяйво», 1929), Оноре де Бальзак «Втрачені ілюзії» (Держлітвидав, 1937), Еміль Золя «Завоювання Плассана» (Держлітвидав, 1959, перевидано в 1972), оповідання Гі де Мопассана.
Померла у Пущі-Водиці 1 липня 1977 року в Будинку ветеранів сцени.
Реабілітована 5 жовтня 1989 року.

## Вшанування пам'яті
В Києві існує вулиця Родини Рудинських.